# Listă de emisiuni TV speciale de Crăciun din Regatul Unit
Aceasta este o listă de emisiuni/episoade TV speciale de Crăciun produse în Regatul Unit:
Pentru filme TV de Crăciun vedeți și  Listă de filme de Crăciun de televiziune sau direct-pe-video.

## Cu trupe muzicale
- Busted: Christmas for Everyone (2003)
- The Girls Aloud Party (2008)
- S Club 7's L.A. 7: Christmas Special (2000)

## Pentru copii
- Blue Peter (1958–prezent) – anual din 1958.
- Count Duckula: A Christmas Quacker (1990)
- Danger Rangers: Christmas Safety (2005)
- Dodger, Bonzo and the Rest: Christmas Special (1987)
- Going Live!: Scrooge – A Christmas Sarah (1990)
- The Greatest Store in the World (1999)
- Horrible Histories: Horrible Christmas (2010)
- Horrid Henry: Horrid Henry's Christmas (2006)
- Peppa Pig: Peppa's Christmas (2007)
- Shaun the Sheep: We Wish Ewe A Merry Christmas (2010)
- What-a-Mess: Here Comes Santa Paws (1995)
- ZZZap!: Christmas Special (1997)
- Smith And Goody On Ice (1980)
- All-Star Record Breakers (1974–1982)

### The Basil Brush Show
- The Basil Brush Show: Molly Christmas (2002)
- The Basil Brush Show: Basil's Christmas Turkey (2003)
- The Basil Brush Show: It's a Wonderful Brush (2004)
- The Basil Brush Show: Santa Brush (2005)
- The Basil Brush Show: There's No Business Like Snow Business (2006)
- The Basil Brush Show: Basil's Christmas Dinners (2007)

### ChuckleVision
- ChuckleVision: Traditional Christmas (1987)
- ChuckleVision: Christmas Special (1988)
- ChuckleVision: Messy Xmas/Christmas Chuckle (2002)
- ChuckleVision: The Mystery Of Little-Under-Standing (2008)

### CBeebies
- Big Cook, Little Cook: Father Christmas (200?)
- Boogie Beebies: I wish it would snow
- Charlie and Lola: How Many More Minutes Until Christmas? (2006)
- The Roly Mo Show: Too cold (200?)
- 3rd & Bird: A Very Squooky Christmas (2009)
- Tikkabilla: Christmas special (2000?)
- Tweenies: White Christmas
- The Large Family: Mr. Short's Christmas

#### Balamory
- Balamory: Panto (2002)
- Balamory: The Snowflake Fairy (2003)
- Balamory: Seeking Santa" (2005)

#### Fireman Sam
- Fireman Sam: Snow Business (1988)
- Fireman Sam: The Big Freeze/Let it Snow (2005)

#### Postman Pat
- Postman Pat Goes Sledging/Letters on Ice (1982)
- Postman Pat's Magic Christmas (2003)
- Postman Pat and the Ice Ladder/the Rocket Rescue  (2004)
- Postman Pat's Christmas Eve (2006)

#### Teletubbies
- Teletubbies: Teletubbies and the Snow (1997)
- Teletubbies: Happy Christmas from the Teletubbies (1997)

### Gerry Andersonproductions
- Joe 90: The Unorthodox Shepherd (1968)
- Stingray: A Christmas to Remember (1964)
- Thunderbirds: Give or Take a Million (1966)
- Terrahawks: A Christmas Miracle (1983)

### My Parents Are Aliens
- My Parents Are Aliens: First Christmas: Part 1/First Christmas: Part 2 (2000)
- My Parents Are Aliens: The Naughty List Part 1/The Naughty List: Part 2 (2004)
- My Parents Are Aliens: Winter Blunderland (2006)

### Raymond Briggs
- The Bear (1999)
- Father Christmas (1991)
- The Snowman (1982)
- The Snowman and The Snowdog (2012)

### Robbie the Reindeer
- Robbie the Reindeer: Hooves of Fire (1999)
- Robbie the Reindeer: Legend of the Lost Tribe (2002)
- Robbie the Reindeer: Close Encounters of the Herd Kind (2007)

### Thomas and Friends
- Thomas and Friends: Thomas' Christmas Party (1984)
- Thomas and Friends: Thomas and the Missing Christmas Tree (1986)
- Thomas and Friends: Thomas, Percy and the Christmas Adventure (1991)
- Thomas and Friends: It's Only Snow (2002)
- Thomas and Friends: Not So Hasty Puddings (2003)
- Thomas and Friends: Don't Tell Thomas (2004)

## Dramatice
- The Adventures of Sherlock Holmes: The Blue Carbuncle (1984)
- The Avengers: Too Many Christmas Trees (1965)
- Agatha Christie's Poirot: Hercule Poirot's Christmas (1995)
- Boon: The Night Before Christmas (1991)
- A Christmas Carol (2000)
- Cranford: Christmas Special (2009)
- Dr. Finlay's Casebook: The Gifts of the Magi (1966)
- Fast Freddie, The Widow and Me (2011)
- Foyle's War: Bleak Midwinter (2007)
- Lark Rise to Candleford: Christmas Special (2008)
- Last Christmas (1999)
- Last Tango in Halifax: Christmas Special (2013)
- Lost Christmas (2011)
- Max Headroom's Giant Christmas Turkey (1986)
- Midsomer Murders: Ghosts of Christmas Past (2004)
- Midsomer Murders: Days of Misrule (2008)
- Midsomer Murders: The Christmas Haunting (2013)
- Minder: Minder's Christmas Bonus (1983)
- Orson Welles' Great Mysteries: Complements of the Season (1973)
- Rumpole of the Bailey: Rumpole and the Case of Identity (1979)
- Shameless: Christmas Special (2004)
- Tales of the Unexpected: The Party (1980)
- Vicious: Christmas Special (2013)

### All Creatures Great and Small
- All Creatures Great and Small: Merry Gentlemen (1978)
- All Creatures Great and Small: Brotherly Love (1990)

### The Bill
- The Bill: Friends and Neighbours (1990)
- The Bill: Twanky (1997)
- The Bill: Christmas Star (1998)
- The Bill: When the Snow Lay Round About (1999)
- The Bill: The Night Before (2000)
- The Bill: Santa's Little Helper (2008)

### Bad Girls
- Bad Girls: 2005 Christmas Special (2005)
- Bad Girls: 2006 Christmas Special (2006)

### Call the Midwife
- Call the Midwife: Christmas Special (2012)
- Call the Midwife: Christmas Special (2013)
- Call the Midwife: Christmas Special (2014)

### Casualty/Holby City
- Casualty: Survival/Closure (1986)
- Casualty: These Things Happen (1987)
- Casualty: Silent Night (1992)
- Casualty: Comfort and Joy (1993)
- Casualty: Talking Turkey (1994)
- Casualty: Lost Boys (1995)
- Casualty: Do You Believe in Fairies? (1996)
- Casualty: The Golden Hour (1997)
- Casualty: New Year and all that (1998)
- Casualty: Peace on Earth (1999)
- Holby City: Tidings of Comfort and Joy (1999)
- Casualty: Merry Christmas Dr Spiller (2000)
- Holby City: A Christmas Carol, Part I/A Christmas Carol, Part II (2000)
- Casualty: Life and Soul (2001)
- Holby City: 'Twas the Night (2001)
- Casualty: Some Comfort, No Joy, Little Peace, Bit Too Much Love (2002)
- Holby City: Sinners And Saints (2002)
- Casualty: Eat, Drink and Be Merry (2003)
- Holby City: In The Bleak Midwinter (2003)
- Casualty@Holby City: (Part One)/(Part Two) (2004)
- Casualty: Do They Know It's Christmas? (2005)
- Casualty@Holby City: Deny Thy Father part 1/Deny Thy Father part 2 (2005)
- Casualty: Silent Night (2006)
- Holby City: The Good Fight (2006)
- Casualty: What's So Funny 'Bout Peace, Love and Understanding (2007)
- Holby City: Elliot's Wonderful Life (2007)
- Casualty: This Will Be Our Year/Took a Long Time to Come (2008)
- Holby City: Maria's Christmas Carol (2008)
- Casualty: All I Want for Christmas/Tidings of Comfort and Joy (2009)
- Holby City: Stand By Me (2009)
- Casualty: Season of Goodwill/Winter Wonderland (2010)
- Holby City: The Most Wonderful Time of the Year (2010)
- Casualty: Next of Kin (2011)
- Holby City: Wise Men (2011)
- Casualty: I Saw Mommy Killing Santa Claus (2012)

### Doctor Who
- Doctor Who: "The Feast of Steven" (1965) (episode 7 of The Daleks' Master Plan)
- Doctor Who: "The Christmas Invasion" (2005)
- Doctor Who: "The Runaway Bride" (2006)
- Doctor Who: "Voyage of the Damned" (2007)
- Doctor Who: "The Next Doctor" (2008)
- Doctor Who: "The End of Time" (2009)
- Doctor Who: "A Christmas Carol" (2010)
- Doctor Who: "The Doctor, the Widow and the Wardrobe" (2011)
- Doctor Who: "The Snowmen" (2012)
- Doctor Who: "The Time of the Doctor" (2013)

### Downton Abbey
- Downton Abbey: Christmas at Downton Abbey (2011)
- Downton Abbey: A Journey to the Highlands (2012)
- Downton Abbey: The London Season (2013)

### Grange Hill
- Grange Hill: 1981 Christmas Special (1981)
- Grange Hill: 1985 Christmas Special (1985)

### Heartbeat/The Royal
- Heartbeat: A Winter's Tale (1994)
- Heartbeat: The Queen's Message (1997)
- Heartbeat: Echoes of the Past (1998)
- Heartbeat: Cold Turkey (2000)
- Heartbeat: No Hiding Place (2001)
- Heartbeat: Many Splendoured Thing (2002)
- The Royal: Famous for a Day (2003)
- Heartbeat: In the Bleak Midwinter (2004)
- Heartbeat: Christmas Album (2005)
- Heartbeat: Auld Acquaintance (2005)

### Jonathan Creek
- Jonathan Creek: Black Canary (1998)
- Jonathan Creek: Satan's Chimney (2001)
- Jonathan Creek: The Grinning Man (2009)

### Northern Lights
- Northern Lights: Christmas Lights (2004)
- Northern Lights: Clash of the Santas (2008)

### Upstairs, Downstairs
- Upstairs, Downstairs: Whom God Hath Joined (1972)
- Upstairs, Downstairs: Goodwill to All Men (1973)

## Comedii
- Absolutely Fabulous: Cold Turkey (2003)
- After Henry: A Quiet Christmas (1988)
- All-Star Comedy Carnival (1969–73) – anthology special featuring mini-episodes of several ITV programs.
- Alas Smith and Jones: The Home-Made Xmas Video (1987)
- The Army Game: Miracle in Hut 29 (1959)
- Barbara: Neighbours (2003)
- Billy Liar: Billy and the Gift of the Magi (1973)
- Bless Me Father: The Season Of Good Will (1979)
- Bless This House: All This and Christmas, Too! (1971)
- Bob and Margaret: A Very Fishy Christmas (1993)
- Bottom: Holy (1992)
- Butterflies: Christmas with the Parkinsons (1979)
- Chef!: A Bird in the Hand (1993)
- Christmas Night with the Stars (1958–72, 1994) – anthology special featuring mini-episodes of several BBC programs.
- Citizen Khan: Christmas Special (2013)
- Dad: Nemesis (1999)
- Dear John: Kate Returns (1987)
- Desmond's: O Little Town of Peckham (1994)
- Drop the Dead Donkey: Christmas Party (1991)
- The Dustbinmen: Christmas Special (1969)
- Duty Free: A Duty Free Christmas (1986)
- Ever Decreasing Circles: The Party (1984)
- Extras: Christmas Special (2007)
- The Fast Show: Christmas Special (1996)
- Father Ted: A Christmassy Ted (1996)
- The Frost Report: Frost Over Christmas (1967)
- The Funny Side of Christmas (1982) – anthology special including mini-episodes of several BBC programs including The Fall and Rise of Reginald Perrin, Butterflies, Only Fools and Horses, Last of the Summer Wine, Sorry!, Three of a Kind, Alas Smith and Jones, Open All Hours, and Cissie and Ada.
- Gavin & Stacey: Christmas Special (2008)
- George and the Dragon: Merry Christmas (1966)
- Get Some In!: Christmas at the Camp (1975)
- The Good Life: Silly, But It's Fun (1977)
- The Goodies: Earthanasia (1977)
- Goodnight Sweetheart: Between the Devil and the Deep Blue Sea (1995)
- Hallelujah!: A Goose for Mrs Scratchitt (1984)
- Hebburn: Christmas Special (2013)
- Him & Her: The Christmas Special (2012)
- Home to Roost: Family Ties (1987)
- Ideal: An Ideal Xmas (2005)
- In Loving Memory: God Rest Ye Merry Gentlemen (1982)
- The Inbetweeners: Xmas Party (2008)
- It Ain't Half Hot Mum: Puddings from Heaven (1977)
- Jam & Jerusalem: Christmas Panto (2006)
- Just Good Friends: Christmas Special (1984)
- Kiss Me Kate: Christmas (2000)
- Knowing Me, Knowing You ... with Alan Partridge: Knowing Me, Knowing Yule (1995)
- Lead Balloon: Nuts (2008)
- The League of Gentlemen: Yule Never Leave! (2000)
- Love Thy Neighbour: Christmas Spirit (1975)
- May to December: I'll See You in My Dreams (1990)
- Men Behaving Badly: Jingle Balls (1997)
- Miranda: Christmas Special (2012)
- My Hero: Christmas (2000)
- My Husband and I: No Place Like Home (1987)
- Never the Twain: A Winter's Tale (1989)
- Nightingales: Silent Night (1992)
- No Place Like Home: A Crabtree Christmas (1984)
- The Office Christmas specials (2003)
- Oh No, It's Selwyn Froggitt!: On the Feast of Selwyn (1977)
- Only When I Laugh: Away for Christmas (1981)
- Open All Hours: untitled short subject (1982)
- Open All Hours: Still Open All Hours (2013)
- Operation Good Guys: That's Entertainment (2000)
- Peep Show: Seasonal Beatings (2010)
- Please Sir!: – Peace In Our Time/And Everyone Came Too (1970)
- The Rag Trade: The Christmas Rush (1977)
- Rev.: Christmas Special (2011)
- Rising Damp: For the Man Who Has Everything (1975)
- Russell Howard's Good News: Christmas Special (2009)
- Shameless: Christmas Special (2004)
- The Smoking Room: Christmas Special (2004)
- Spitting Image: A Non-Denominational Spitting Image Holiday Special (1987)
- Stanley Baxter's Christmas Box (1976)
- Teachers: Christmas Special (2004)
- Trigger Happy TV: Christmas Specials (2003)
- The Two of Us: Christmas Special (1988)
- Two Pints of Lager and a Packet of Crisps: When Janet Met Jonny (2003)
- Two's Company: A Loving Christmas (1976)
- The Upper Hand: Requiem (1990)
- Whatever Happened to the Likely Lads?: Christmas Special (1974)
- Whose Line Is It Anyway?: Christmas Edition (1989)
- The Worst Week of My Life: The Worst Christmas of My Life (2006)
- Would I Lie to You?: Christmas Special (2013)
- Yes Minister: Party Games (1984)

### 2point4 children
- 2point4 children: Misery (1992)
- 2point4 children: Babes in the Wood (1993)
- 2point4 children: Relax-ay-voo (1994)
- 2point4 children: Porky's (1995)
- 2point4 children: Two Years Before the Mast (1996)

### After You've Gone
- After You've Gone: And So This Is Christmas (2007)
- After You've Gone: There Will Be Pud (2008)

### 'Allo 'Allo!
- 'Allo 'Allo!: The Gateau from the Chateau (1985)
- 'Allo 'Allo!: A Bun in the Oven (1991)

### Are You Being Served?
- Are You Being Served?: Christmas Crackers (1975)
- Are You Being Served?: The Father Christmas Affair (1976)
- Are You Being Served?: Happy Returns (1978)
- Are You Being Served?: The Punch and Judy Affair (1979)
- Are You Being Served?: Roots? (1981)

### Birds of a Feather
- Birds of a Feather: Sailing (1989)
- Birds of a Feather: Falling in Love Again (1990)
- Birds of a Feather: We'll Always Have Majorca (1991)
- Birds of a Feather: The Chigwell Connection (1992)
- Birds of a Feather: It Happened in Hollywood (1993)
- Birds of a Feather: Christmas in Dreamland (1994)
- Birds of a Feather: Reservoir Birds (1997)
- Birds of a Feather: Holy Ground (1998)

### Bread
- Bread: Christmas with the Boswells (1988)
- Bread: A Quiet Christmas (1989)
- Bread: Another Christmas with the Boswells (1990)

### The Brittas Empire
- The Brittas Empire: In the Beginning (1994)
- The Brittas Empire: Surviving Christmas (1996)

### Carry On
- Carry on Christmas (1969)
- Carry on Again Christmas (1970)
- Carry on Christmas: Carry on Stuffing (1972)
- Carry on Christmas (1973)
- Carry on Laughing's Christmas Classics (1983)

### The Catherine Tate Show
- The Catherine Tate Show: Christmas Special (2005)
- Nans Christmas Carol (2009)
- New show featuring Nan 2013 on BBC

### Citizen Smith
- Citizen Smith: A Story for Christmas (1977)
- Citizen Smith: Buon Natale (1980)

### Creature Comforts
- Creature Comforts: Merry Christmas (2003)
- Creature Comforts: Merry Christmas Everybody! (2005)

### Dad's Army
- Dad's Army: Resisting the Aggressor Down the Ages (1969)
- Dad's Army: The Cornish Floral Dance (1970) – Erased by the BBC's archive purge .
- Dad's Army: Battle of the Giants (1971)
- Dad's Army: Broadcast to the Empire (1972)
- Dad's Army: Turkey Dinner (1974)
- Dad's Army: My Brother and I (1975)
- Dad's Army: The Love Of Three Oranges (1976)

### The Detectives
- The Detectives: Thicker Than Water (1995)
- The Detectives: Go West, Young Man (1997)

### Fresh Fields/French Fields
- Fresh Fields: A Dickens of a Christmas (1985)
- French Fields: Noel, Noel (1990)

### George and Mildred
- George and Mildred: No Business Like Show Business (1977)
- George and Mildred: On the Second Day of Christmas (1978)
- George and Mildred: The Twenty Six Year Itch (1979)

### Happy Ever After/Terry and June
- Happy Ever After: Christmas (1976)
- Happy Ever After: Terry's Parents (1977)
- Terry and June: The Christmas Show (1980)
- Terry and June: Christmas (1981)
- Terry and June: Christmas with Terry and June (1982)
- Terry and June: Pantomania (1985)

### Keeping Up Appearances
- Keeping Up Appearances: The Father Christmas Suit (1991)
- Keeping Up Appearances: Sea Fever (1993)
- Keeping Up Appearances: Angel Gabriel Blue (1994)
- Keeping Up Appearances: The Pageant (1995)

### Last of the Summer Wine
- Last of the Summer Wine: Small Tune on a Penny Wassail (1978)
- Last of the Summer Wine: And a Dewhurst Up a Fir Tree (1979)
- Last of the Summer Wine: Whoops (1981)
- Last of the Summer Wine: All Mod Conned (1982)
- Last of the Summer Wine: Merry Christmas, Father Christmas (1986)
- Last of the Summer Wine: Big Day at Dream Acres (1987)
- Last of the Summer Wine: Crums (1988)
- Last of the Summer Wine: What's Santa Brought for Nora Then? (1989)
- Last of the Summer Wine: Barry's Christmas (1990)
- Last of the Summer Wine: Situation Vacant (1991)
- Last of the Summer Wine: Stop That Castle (1992)
- Last of the Summer Wine: Welcome to Earth (1993)
- Last of the Summer Wine: A Leg Up for Christmas (1995)
- Last of the Summer Wine: Extra! Extra! (1996)
- Last of the Summer Wine: There Goes the Groom (1997)
- Last of the Summer Wine: Potts in Pole Position (2001)
- Last of the Summer Wine: A Musical Passing for a Miserable Muscroft (2002)
- Last of the Summer Wine: A Short Blast of Fred Astaire (2003)
- Last of the Summer Wine: Variations on a Theme of the Widow Winstanley (2004)
- Last of the Summer Wine: Merry Enthwhistle and Jackson Day (2005)
- Last of the Summer Wine: A Tale of Two Sweaters (2006)

### Mock the Week
- Mock the Week: Christmas Special (2008)
- Mock the Week: Christmas Special (2009)
- Mock the Week: Christmas Special (2010)
- Mock the Week: Christmas Special (2011)
- Mock the Week: Christmas Special (2012)
- Mock the Week: Christmas Special (2013)

### TheMorecambe and WiseShow
(1969–1973, 1975–1977 on BBC One and 1978–1983 on Thames/ITV)
- The Morecambe & Wise Show: Christmas Special (1969)
- The Morecambe & Wise Show: Christmas Special (1970)
- The Morecambe & Wise Show: Christmas Special (1971)
- The Morecambe & Wise Show: Christmas Special (1972)
- The Morecambe & Wise Show: Christmas Special (1973)
- The Morecambe & Wise Show: Christmas Special (1975)
- The Morecambe & Wise Show: Christmas Special (1976)
- The Morecambe & Wise Show: Christmas Special (1977)
- The Morecambe & Wise Show: Christmas Special (1978)
- The Morecambe & Wise Show: Christmas Special (1979)
- The Morecambe & Wise Show: Christmas Special (1980)
- The Morecambe & Wise Show: Christmas Special (1981)
- The Morecambe & Wise Show: Christmas Special (1982)
- The Morecambe & Wise Show: Christmas Special (1983)

### Mrs. Brown's Boys
- Mrs. Brown's Boys: Mammy's Ass (2011)
- Mrs. Brown's Boys: Mammy Christmas/The Virgin Mammy (2012)
- Mrs. Brown's Boys: Buckin' Mammy/Who's a Pretty Mammy? (2013)

### My Family
- My Family: Ding Dong Merrily (2002)
- My Family: Sixty Feet Under (2003)
- My Family: Glad Tidings We Bring (2004)
- My Family: ... And I'll Cry If I Want To (2005)
- My Family: The Heart of Christmas (2006)
- My Family: Ho Ho No (2007)
- My Family: Have An Unhappy Christmas (2008)
- My Family: 2039: A Christmas Oddity (2009)
- My Family: Mary Christmas (2010)

### Nearest and Dearest
- Nearest and Dearest: The Ghost Of Picklers Past (1969)
- Nearest and Dearest: Cindernellie/All Star Comedy Carnival (1972)

### Not Going Out
- Not Going Out: Murder at Christmas (2007)
- Not Going Out: Absent Father Christmas (2009)
- Not Going Out: The House (2013)

### On the Buses
- On the Buses: Christmas Duty (1970)
- On the Buses: Boxing Day Social (1971)

### One Foot in the Grave
- One Foot in the Grave: Who's Listening? (1990)
- One Foot in the Grave: The Man In The Long Black Coat (1991)
- One Foot in the Grave: One Foot in the Algarve (1993)
- One Foot in the Grave: The Man Who Blew Away (1994)
- One Foot in the Grave: The Wisdom of the Witch (1995)
- One Foot in the Grave: Starbound (1996)
- One Foot in the Grave: Endgame (1997)

### Only Fools and Horses/The Green Green Grass/Rock & Chips
- Only Fools and Horses: Christmas Crackers (1981)
- Only Fools and Horses: Christmas Trees (1982) – part of The Funny Side of Christmas, see above
- Only Fools and Horses: Diamonds Are for Heather (1982)
- Only Fools and Horses: Thicker Than Water (1983)
- Only Fools and Horses: To Hull and Back (1985)
- Only Fools and Horses: A Royal Flush (1986)
- Only Fools and Horses: The Frog's Legacy (1987)
- Only Fools and Horses: Dates (1988)
- Only Fools and Horses: The Jolly Boys' Outing (1989)
- Only Fools and Horses: Rodney Come Home (1990)
- Only Fools and Horses: Miami Twice: Part 1 – The American Dream/Miami Twice: Part 2 – Oh to Be in England (1991)
- Only Fools and Horses: Mother Nature's Son (1992)
- Only Fools and Horses: Fatal Extraction (1993)
- Only Fools and Horses: Heroes and Villains/Modern Men/Time On Our Hands (1996)
- Only Fools and Horses: If They Could See Us Now (2001)
- Only Fools and Horses: Strangers on the Shore (2002)
- Only Fools and Horses: Sleepless in Peckham (2003)
- The Green Green Grass: One Flew Over the Cuckoo Clock (2005)
- The Green Green Grass: From Here to Paternity (2006)
- The Green Green Grass: The Special Relationship (2007)
- Rock & Chips: Five Gold Rings (2010)

### Outnumbered
- Outnumbered: The Robbers (2009)
- Outnumbered: The Broken Santa (2011)
- Outnumbered: The Sick Party (2012)

### Porridge
- Porridge: No Way Out (1975)
- Porridge: The Desperate Hours (1976)

### QI
- QI: Advent (2003)
- QI: Birth (2004)
- QI: December (2006)
- QI: Empire (2007)
- QI: Elephants (2007)
- QI: Fire and Freezing (2008)
- QI: Groovy (2009)
- QI: Hocus Pocus (2010)
- QI: Icy (2011)
- QI: Jingle Bells (2012)
- QI: Kris Kringle (2013)

### Rab C. Nesbitt
- Rab C. Nesbitt: Seasonal Greet (1988)
- Rab C. Nesbitt: Clean (2008)
- Rab C. Nesbitt: Hoodie (2013)

### Robin's Nest
- Robin's Nest: Christmas at Robin's Nest (1979)
- Robin's Nest: No Room at the Inn (1980)

### Rowan Atkinson
- Blackadder: Blackadder's Christmas Carol (1989)
- Mr. Bean: Merry Christmas, Mr. Bean (1992)
- The Thin Blue Line: Yuletide Spirit (1995)

### The Royle Family
- The Royle Family: Christmas with the Royle Family (1999)
- The Royle Family: The Royle Family at Christmas (2000)
- The Royal Family: The Queen Of Sheba (2007)
- The Royle Family: The New Sofa (2008)
- The Royle Family: The Golden Egg Cup (2009)
- The Royle Family: Joe's Crackers (2010)
- The Royle Family: Barbara's Old Ring (2012)

### Shelley
- Shelley: Christmas with Shelley (1980)
- Shelley: Cold Turkey (1989)

### Some Mothers Do 'Ave 'Em
- Some Mothers Do 'Ave 'Em: Jessica's First Christmas (1974)
- Some Mothers Do 'Ave 'Em: Learning to Drive (1975)
- Some Mothers Do 'Ave 'Em: Learning to Fly (1978)

### Steptoe and Son
- Steptoe and Son: The Party (1973)
- Steptoe and Son: A Perfect Christmas. (1974)

### Still Game
- Still Game: Christmas Special – Cold Turkey (2005)
- Still Game: Hogmanay Special – The Party (2006)
- Still Game: Christmas Special – Plum Number (2007)
- Still Game: Hogmanay Special – Hootenanny (2007)

### Sykes
- Sykes: Christmas Party (1975)
- Sykes: Sykes at Christmas (1977)

### That's My Boy
- That's My Boy: Cold Turkey (1983)
- That's My Boy: Little Donkey (1984)

### Till Death Us Do Part/In Sickness and in Health
- Till Death Us Do Part: Peace and Goodwill (1966)
- Till Death Us Do Part: Christmas Special  (1972)
- In Sickness and in Health: Christmas Special (1985)
- In Sickness and in Health: Christmas Special (1986)
- In Sickness and in Health: Christmas Special (1987)
- In Sickness and in Health: Christmas Special (1989)
- In Sickness and in Health: Christmas Special (1990)

### To the Manor Born
- To the Manor Born: Christmas Special (1979)
- To the Manor Born: Christmas Special (2007)

### The Two Ronnies
- The Two Ronnies: 'Old-Fashioned Christmas Mystery (1973)
- The Two Ronnies: Christmas Special (1980)
- The Two Ronnies: Christmas Special (1981)
- The Two Ronnies: Christmas Special (1982)
- The Two Ronnies: Christmas Special (1984)
- Christmas with the Ronnies (1985)
- The Two Ronnies: Christmas Special (1987)
- The Two Ronnies Sketchbook: The Christmas Sketchbook (2005)

### The Vicar of Dibley
- The Vicar of Dibley: The Christmas Lunch Incident (1996)
- The Vicar of Dibley: Winter (1999)
- The Vicar of Dibley: Merry Christmas (2004)
- The Vicar of Dibley: The Handsome Stranger/The Vicar in White (2006)

### Victoria Wood
- Dinnerladies: Christmas (1999)
- Victoria Wood with All The Trimmings (2000)
- Victoria Wood's Mid-Life Christmas (2009)

### Waiting for God
- Waiting for God: Christmas at Bayview (1992)
- Waiting for God: Another Christmas at Bayview (1993)

### Watching
- Watching: Seasoning (1987)
- Watching: Twitching (1988)
- Watching: Slipping (1991)
- Watching: Reverting (1993)

### You're Only Young Twice
- You're Only Young Twice: Christmas at Paradise Lodge (1979)
- You're Only Young Twice: Twas the Night Before Christmas (1980)

## Teatru TV de Crăciun
From the mid-1950s until the mid-1980s, the British Christmas television play was a popular television programming genre:-
- ITV Playhouse - The Christmas Card - Series 5 Episode 16 (1959)
- The Wednesday Play - The Coming Out Party - Series 1 Episode 3 (1965) directed by Ken Loach
- Play for Today - Edward G – Like the Filmstar - Series 3 Episode 25 (1973)
- Play for Today - The Saturday Party - Series 5 Episode 17 (1975)
- Black Christmas (1977) by Michael Abbensetts
- Wodehouse Playhouse - Big Business - Series 3 Episode 6 (1978)
- Season's Greetings (1986) by Alan Ayckbourn
- Day To Remember (1986) by Jack Rosenthal

## Emisiuni generaliste de divertisment
- The Gadget Show: Christmas Special (2006–prezent)
- The One Show: Holidays Special (2009–prezent)

### Emisiuni de gătit
- The Great British Bake Off: Christmas Special (2012)
- The Hairy Bakers: Christmas Specials (2008–prezent)
- Lets do Christmas with Gino & Mel (2011–prezent)
- Nigella's Christmas Kitchen (2007)
- Tom Kerridge Cooks Christmas (2013)

### Muzicale/Dans
- Dancing on Ice at Christmas (2008)
- Strictly Come Dancing Christmas Specials (2004–prezent)
- Supersonic Christmas Show Special (1975, 1976 & 1983) – Mike Mansfield production.
- Top of the Pops Christmas Specials (1964–prezent) – There has been a Christmas edition of Top of the Pops every year since 1964 and even past the shows cancelation.

### Jocuri TV
- Celebrity Mastermind: Christmas Specials (2004–prezent)
- The Chase: Christmas Text Santa (2012)
- The Cube: Christmas Special (2013)
- Deal or No Deal: Scrooge vs Santa/Christmas Star (2007–prezent)
- Pointless: Christmas Special (2013)
- Who Wants to Be a Millionaire?: Celebrity Special (1998–2013) – Since the show first started each year ITV will dedicate a few episodes at Christmas, where celebrities will try to win money for charity.

#### The Generation Game
- The Generation Game: Christmas Special (1972)
- The Generation Game: Christmas Special (1973)
- The Generation Game: Christmas Special (1974)
- The Generation Game: Christmas Special (1975)
- The Generation Game: Christmas Special (1976)
- The Generation Game: Christmas Special (1977)
- The Generation Game: Christmas Special (1978)
- The Generation Game: Christmas Special (1979)
- The Generation Game: Christmas Special (1980)
- The Generation Game: Christmas Special (1981)
- The Generation Game: Christmas Special (1990)
- The Generation Game: Christmas Special (1991)
- The Generation Game: Christmas Special (1992)
- The Generation Game: Christmas Special (1993)
- The Generation Game: Christmas Special (1994)
- The Generation Game: Christmas Special (1996)
- The Generation Game: Christmas Special (1997)
- The Generation Game: Christmas Special (1999)
- The Generation Game: Christmas Special (2001)

## Speciale
- Ant & Dec Saturday Night Takeaway at Christmas (2005)
- Ant & Dec's Christmas Show (2009)
- The Funny Side of Christmas (1982)
- Greatest Christmas Comedy Moments (2008)
- Oz and Hugh Drink to Christmas (2009)
- The Real Hustle: The 12 Scams of Christmas (2006)
- Ruth Jones Christmas Cracker (2009-present)

### Top Gear
- Top Gear: Vietnam Special (2008)
- Top Gear: Bolivia Special (2009)
- Top Gear: USA Road Trip/Middle East Special (2010)
- Top Gear: India Special (2011)

## Diverse
- Channel 4's Alternative Christmas message (1993-Prezent)
- Midnight Mass (1960–prezent) – Every year Christmas morning starts on BBC with Midnight Mass for Catholic faiths.
- The Royal Institution Christmas Lectures (1966–prezent). Note: The Royal Institution Christmas Lectures have been going since 1825 but started being broadcast in 1966.
- The Queen's Royal Christmas Message (1957–1968, 1970–prezent). Note: The Royal Christmas message has been read as far back as King George V in 1932 & 1935 over the radio, and then George VI in 1939, 1941–1942, 1945–1946, 1949 and 1951 up until Queen Elizabeth II read it on the radio from 1952 to 1956. It wasn't until 1957 that the event was televised.
- Songs of Praise (1961–prezent) – Every year songs of Praise celebrates advent Sunday's leading up to Christmas.
- Text Santa (2011-)